# Space Pioneers
Space Pioneers (kurz SP) war ein kostenloses MMOG (Massive Multiplayer Online Game) in Form eines Browserspiels. Es wurde von Denys Bogatz im Jahre 2004 als eine Alternative zu OGame entwickelt, da dieses zu diesem Zeitpunkt nicht mehr weiterentwickelt wurde. Im Sommer des Jahres 2008 wurde das bis dato privat betriebene "Space Pioneers" schließlich aus Kostengründen an die next idea GmbH (Betreiber von looki.de) abgegeben. Der Betreiber hat im Jahr 2010 die Wartung des Spiels eingestellt und konzentriert sich derzeit auf die Weiterentwicklung des kommerziellen Nachfolgers spacepioneers2. Infolgedessen wurden einige spielbare Galaxien geschlossen, um Kosten einzusparen. Anfang 2017 wurde der Spielbetrieb eingestellt.

## Handlung
Eine offizielle Geschichte zu Space Pioneers gibt es nicht. In der Anfangsphase 2004–2005 gab es einen Ansatz auf der offiziellen Seite, der jedoch später wieder entfernt wurde. Dennoch gibt es grobe Informationen über das Universum des Spiels, die durch im Spiel vorhandene, kurze Infotexte sowie den Spielablauf selbst beschrieben werden:
Space Pioneers spielt in einer fernen Zukunft. Die bekannten Galaxien sind zu großen Teilen besiedelt und von hochtechnisierten und sehr weit entwickelten Kulturen bewohnt. Futuristische Raumschiffe ermöglichen das Zurücklegen riesiger Strecken und Reisen durch die gesamte Galaxie. Diese Errungenschaften werden jedoch immer wieder von Auseinandersetzungen zwischen machthungrigen Imperatoren und Kriegen zwischen verfeindeten Allianzen überschattet. Der immense Bedarf an Rohstoffen kann oft nur noch durch das Angreifen und Ausrauben fremder Planeten gedeckt werden.

## Allgemeines Spielprinzip
Nach der kostenlosen Anmeldung hat der Spieler die Möglichkeit, sich eine der vorhandenen Galaxien auszusuchen, und bekommt dort einen Ausgangsplaneten zugewiesen, auf dem er sein Imperium begründen kann. Diesen Planeten kann er durch das Errichten von Gebäuden ausbauen. Dabei laufen alle Aktionen in Echtzeit ab und laufen auch nach dem Verlassen des Spiels weiter. Die für den Gebäudebau benötigten Rohstoffe (Metall, Kristall, Tritium) kann er durch das Errichten von Minen erlangen, denen wiederum Energie über Kraftwerke oder Solarsatelliten zugeführt werden muss. Dabei haben alle Planeten ein unendliches Vorkommen an Rohstoffen, deren Abbau durch den Ausbau der Minen gesteigert werden kann.
Nach einem gewissen Fortschritt im Spiel bietet sich zudem die Möglichkeit, neue Technologien im Forschungslabor zu erlangen, die Bauzeit sowie Baukosten reduzieren und die Grundlage zum Bau von Raumschiffen bilden.
Jedoch kosten auch die Forschungen im Verlauf des Spiels immer mehr Zeit und Rohstoffe, weshalb das Kosten-Nutzen-Verhältnis genau abgewogen werden sollte.
Sobald der Spieler in der Lage ist, Raumschiffe zu bauen, erhält er die Möglichkeit, andere Spieler anzugreifen.
Ein Angriff bietet die Möglichkeit, Rohstoffe bei anderen Spielern zu erbeuten oder deren Flotten zu zerstören und das entstandene Trümmerfeld zu recyceln. Dabei laufen die Schlachten rundenbasiert und automatisch ab.
Durch Siedlungsschiffe können zusätzlich auch weitere Planeten besiedelt werden.
Des Weiteren bieten die Spezialisierungen auf Händler- oder Kriegerzweig einige weitere Möglichkeiten, spieltechnische Besonderheiten freizuschalten.
Für alle gebauten oder erforschten Dinge erhält der Spieler Punkte, durch die er im Ranking aufsteigen und sich so seinen Platz in der Rangliste erkämpfen kann. Weiterhin kann er sich mit anderen Spielern verbünden, indem er eine Allianz gründet bzw. einer bereits vorhandenen Allianz beitritt. Allianzen sind in der Lage, durch diplomatische Verträge untereinander Verteidigungs- und Handelsbündnisse zu schließen oder aber sich den Krieg zu erklären. Das Spiel hat kein erklärtes Ziel, außer der bestmöglichen Platzierung der Spieler in der Rangliste. Galaxien werden nicht nach gewisser Zeit oder nach einem anders gearteten Kriterium beendet, sie laufen immer weiter.
Zusätzlich zum eigentlichen Spiel existiert auch ein Text-RPG im offiziellen Forum, in dem Geschichten aus der Welt von "Space Pioneers" geschrieben werden. Auf diese Weise werden auch Neuigkeiten aus dem Spiel ausgetauscht oder Kriege bzw. Bündnisse geschlossen.

## Weiteres zum Spiel
Während man am Anfang nur wenige Minuten täglich in das Spiel investieren muss, kann sich die Spielzeit nach einigen Monaten auf mehrere Stunden am Tag ausdehnen.
Space Pioneers ist international verbreitet. Derzeit gibt es eigene Spielgalaxien für den deutschen, englischen, französischen, italienischen und polnischen Sprachraum. Gleichzeitig besteht die Möglichkeit, auch in den einzelnen Galaxien die jeweils gewünschte Sprache einzustellen, sodass innerhalb der einzelnen Galaxien eine Multilingualität und -nationalität entsteht.
Mitte Oktober 2006 befand sich "Space Pioneers" bei Games Dynamite auf dem zweiten Platz der Browser-MMOG und bei Galaxy News auf dem vierten Platz der MMOG Charts (ab November auf Platz 1).

## Technische Daten
| PageViews:(Stand: 2006)                   | 12,3 mio / Tag                                                   | 320 mio / Monat   |
| Aktive Accounts:(Stand: 2009)             | ca. 38.000 (davon 33.000 im deutschen Bereich)                   |                   |
| Bestehende Galaxien: (Stand: 2009)        | insgesamt 16, davon 12 Deutsche (G1-11 und Testserver)           |                   |
| Bestehende Galaxien: (Stand: Januar 2010) | insgesamt 13, davon 9 Deutsche (G1-4, 7, 9-11 und Testserver)    |                   |
| Source:(Stand: 2006)                      | 2110 KB                                                          | ca. 11.000 Zeilen |
| Texte:(Stand: 2006)                       | 300 KB                                                           | DE/UK             |
| Sprachen:(Stand: 2009)                    | Deutsch, Englisch, Französisch, Spanisch, Italienisch, Polnisch. |                   |

## Tools
Für Space Pioneers existieren einige inoffizielle Anwendungsprogramme, die nicht direkt in das Spiel eingreifen, aber dem Anwender das Spielen vereinfachen, indem zum Beispiel das Suchen nach feindlichen Planeten erleichtert wird. So gibt es Flugzeitrechner, um zu berechnen wie lange ein Flug von A nach B braucht, Koordinatendatenbanken um eigene und feindliche Planeten zu speichern und die Galaxie komfortabel durchsuchen zu können und diverse Andere.
Allerdings sind die möglichen Hilfestellungen begrenzt, um keine Benachteiligung einzelner Spieler zu schaffen. Z. B. dürfen die Tools die Webseiten nicht automatisch auslesen oder aufrufen.

## Aktuelle Entwicklung
Seit 2010 ist die Weiterentwicklung für SP eingestellt. Im gleichen Zeitraum lief dessen Nachfolger Space Pioneers 2 an.
Dieses Spiel wurde alleine von Looki entwickelt und basiert nicht mehr auf dem Grundgedanken von Space Pioneers 1. Dieser besagte, dass es keinem Spieler möglich sein sollte, durch reales Geld massive Vorteile zu erreichen.
In SP2 sind nun die "Nanosonden" eingeführt worden, die bei allen Bau und Forschungsaufträgen die Dauer auf "0" bringen können.
Diese Entwicklung hat in der Spielergemeinschaft von SP1 teilweise zu starken Protesten geführt, zahlreiche Spieler löschten sich und in den meisten Galaxien sind überdurchschnittlich viele Spieler im Urlaubsmodus.

## Sonstiges
Der Altersdurchschnitt der Spieler beträgt 19 Jahre. Allerdings gibt es Spieler in beinahe allen Altersgruppen.
Ähnlich wie auch bei anderen MMOGs besteht auch bei diesem Spiel eine Suchtgefahr. Diese wächst mit der Spieldauer, denn wer nach und nach mehr produziert, hat auch immer mehr zu schützen, und das kann er nur, indem er in immer kürzeren Abständen seine immer schneller wachsende Produktion in Sicherheit bringt. Manche Spieler erreichen eine Aktivität von über 80 %, das heißt, dass sie fast 20 Stunden am Tag im Spiel eingeloggt sind. Und die Folge ist, dass über Erfolg und Misserfolg zu einem Großteil nicht nur Strategie entscheidet, sondern auch simpler Zeitaufwand.
Da ein Account erst nach einer Stunde ohne Aktion ausgeloggt wird, reicht es theoretisch, ein Mal pro Stunde eine Aktion durchzuführen, um auf eine Aktivität von 100 % zu kommen. Daher sollte diese Zahl nicht überbewertet werden. Auch muss man dazu sagen, dass die Aktivität ein Durchschnittswert ist, der sich auf eine ganze Woche bezieht.
Ebenfalls existiert eine umfangreiche Anleitung bzw. ein umfangreiches Wiki, die Spacepedia, in der viele Spieler ihr Wissen zur Verfügung stellen, womit auch Anfänger einen schnellen Einstieg ins Spiel finden können. Zusätzlich existiert ein Space Pioneers-Forum, in der viele aktuelle Entwicklungen diskutiert werden, oder auch mit anderen Mitspielern, Spiele-Administratoren oder Spiele-Machern in Kontakt getreten werden kann.
Außerdem gibt es für die Spieler einen IRC-Channel und einen TeamSpeak-Server, über die sie sich austauschen können.
Eine Kuriosität ist, dass ein Roman der in der Welt von OGame spielt, damals als Text auf den Seiten von Space Pioneers erschienen ist.

## Kritik
Im Jahr 2008 begann der Support damit, Benutzer dazu zu bewegen, ihren Werbeblocker auszuschalten. Benutzer, die der Aufforderung nicht nachkamen, wurden öffentlich als „Adblocker“ denunziert und vom Support ermahnt. Trotz Protesten aus der Community ist die Richtlinie noch immer in Kraft und verwendet einen Schwellenwert zur Einstufung als Adblocker, die wie folgt aussieht: „ausgelieferte Werbung und angezeigte Werbung“ für jeden Individualnutzer. Wird für einen Benutzer mehr Werbung ausgeliefert, als letztendlich angezeigt wird, so wird der Benutzer als Adblocker klassifiziert. Die Statistik wird in Zusammenarbeit mit dem Werbevermarkter erstellt. Der Entwickler hat sich hierzu entschlossen, da durch Werbeblocker die Werbeeinnahmen von Space Pioneers stark sinken und dem Spiel damit die finanzielle Grundlage entzogen wird.